# Antarchia subrubescens
Antarchia subrubescens là một loài bướm đêm trong họ Geometridae.